# Jane Vieu
Jeanne Élisabeth Marie Vieu dite Jane Vieu ou Pierre Valette, née le 15 juillet 1871 à Béziers et morte le 6 avril 1955 dans le 8e arrondissement de Paris, est une compositrice française.

## Biographie
Elle apprend la musique avec sa mère, la pianiste Marie-Élodie Fabre et commence à composer dès l'âge de 11 ans. Élève de Jules Massenet pour la composition, de Marie-Caroline Miolan-Carvalho pour le chant et d'André Gedalge pour le contrepoint et la fugue, elle devient célèbre dès 1902 par son opérette Madame Tallien puis par la féérie chantée en dix-neuf tableaux La belle au bois dormant jouée au Théâtre des Mathurins. Suivent d'autres succès comme Au bal de Flore, un ballet-pantomime en un acte ou Les Petites entravées (1911), sur un livret d'Albert Willemetz ou encore l'opérette en trois actes, Aladin, ombres chinoises (1904), véritable triomphe de la scène londonienne.
Jane Vieu a publié de nombreuses œuvres sous le pseudonyme de Pierre Valette. On lui doit près de cent-cinquante compositions qui comprennent, de la musique de chambre, des valses, des mélodies pour piano, violon ou violoncelle et des opéras ainsi que les musiques de nombreuses chansons sur des paroles, entre autres, de Lucien Métivet, Charles Grandmougin, Benjamin Rabier, Charles Fuster ou Armand Silvestre.
Elle fait notamment partie de jurys de concours, dont celui du Concours de la ville de Paris, auprès de Camille Erlanger.
Avec son frère Maurice Vieu, elle fonde sa propre maison d'éditions musicales.
Par ailleurs, Jane Vieu compose de très nombreuses pièces pour piano, des contes et des chansons destinées à l'enfance, telles Les images en musique (1908) ou les Historiettes chantées.
Jane Vieu repose au cimetière du Montparnasse (9e division).

## Œuvres

### Piano
- La Sirène
- Griserie de caresses

### Mélodie
- Puisque c'est l'été (Paroles de Robert de la Villehervé)
- Sérénade japonaise, chanson, 1903
- L'Angélus
- La Perle de la Craù, op. 23
- La Flûte de bambou

### Opéra
- Madame Tallien (Thérésia Cabarrus), pièce historique en 5 actes et 8 tableaux, paroles de Paul Berthelot et Claude Roland, 1901
- La belle au bois dormant, féérie enchantée en 19 tableaux lumineux, poème de Lucien Métivet, Théâtre des Mathurins, février 1902[8]
- Il était une fois, pièce en un acte, Théâtre des Mathurins (22 janvier 1903), puis Théâtre Mondain[9]
- Marie de Magdala, « évangile en vers », paroles de Maurice Duplessy, Théâtre des Mathurins, avril 1903
- Aladin, ombres chinoises en 15 tableaux, poème de Lucien Métivet, Théâtre des Mathurins, février 1904[8]
- Arlette, opérette en 3 actes, paroles de Claude Roland et Louis Bouvet, 1905
- Le Bonhomme de neige, conte féerique en 20 tableaux lumineux, récit et images de Benjamin Rabier, Aix-les-Bains, casino du Grand Cercle et Villa des Fleurs, juillet 1909
- L'Amour en grève, opérette en 2 actes et 7 tableaux, paroles de Jacques Lemaire et Henry Houry, 1910
- Les Petites entravées, poème d'Albert Willemetz, 1911
- Salomette, opérette-bouffe en 2 actes et 4 tableaux, paroles de Jean Séry, Bruxelles, 31 janvier 1911
- Vanitza, fantaisie florentine en un acte, sur un texte de Jane de La Vaudère
- Prince, opérette en 3 actes, texte de Serge Basset[9]

## Ouvrage
- Dix leçons de solfège manuscrites à changement de clés, en usage dans les classes du Conservatoire national (1914).